# حرف ربط
حرف الربط حرف معنى يؤتى به لربط كلمتين أو جملتين اثنتين. حروف الربط تسمى في العربية حروف العطف.